# Косинка (приток Чепцы)
Косинка — река в России, левый приток Чепцы (бассейн Волги). Протекает в Зуевском районе Кировской области. Устье реки находится в 80 км по левому берегу Чепцы. Длина реки составляет 15 км, площадь бассейна — 37 км².
Исток реки на Красногорской возвышенности у деревни Бельник в 25 км к юго-западу от центра города Зуевка. Река течёт на северо-восток, верхнее течение ненаселено, в нижнем протекает посёлок Семушино и деревню Косинка. Именованных притоков не имеет. Около деревни Косинка на реке плотина и запруда.
Впадает в Чепцу у деревни Собаконки, чуть выше устья Сизмы.

## Данные водного реестра
По данным государственного водного реестра России относится к Камскому бассейновому округу, водохозяйственный участок реки — Чепца от истока до устья, речной подбассейн реки Вятка. Речной бассейн реки — Кама.